# Chlorissa anadema
Chlorissa anadema är en fjärilsart som beskrevs av Louis Beethoven Prout 1935. Chlorissa anadema ingår i släktet Chlorissa och familjen mätare. Inga underarter finns listade i Catalogue of Life.